# Виракоча (Хатун Тупак)
Хатун Тупак, който царува под името Виракоча Инка (кечуа: Wiraqucha Inka) е осмият владетел на инките, носещ титлата Капак Инка или Сапа Инка (исп: Cápac Inca; кечуа: Qhapaq Inka; превод: „Великият син на Инти“). Той управлява кралство Куско в началото на XV век, от около 1400 до 1438 година.
Хатун Тупак е най-малкият от тримата законни синове на Яхуар Хуакак, но след неизяснени обстоятелства той взема властта в Куско и разпространява историята, че му се присънил бог Виракоча, който му дал властта и му заръчал да разшири империята на инките. Оттогава Хатун Тупак взима името на богът-създател Виракоча.
Началото на управлението му започва с много размирици и опити да бъде премахнат, но той се справя с бунтовниците и предприема разширителни походи срещу съседите си. По негово време, владенията на инките се разширяват значително в посока на река Урубамба и към езерото Титикака.
През 1438 г. инките са нападнати от племето чанки. Виракоча не успява да се справи с надвисналата заплаха и според една от теориите бяга в крепостта Писак, оставяйки Куско на произвола на съдбата. Поради това негово неадекватно решение той е детрониран от законните си синове и е заменен от сина си Куси Юпанки.
| Сапа Инка                             |                                   |                                 |
| Яхуар Хуакак 7-и Инка (~ 1380 – 1400) | Виракоча 8-и Инка (~ 1400 – 1438) | Пачакути 9-и Инка (1438 – 1471) |
| Тауантинсую                           |                                   |                                 |